# Argoños
Argoños est une commune espagnole située dans la communauté autonome de Cantabrie.